# Monorail de Bombay
Le monorail de Bombay est un monorail desservant la ville de Bombay, capitale de l'État de Maharashtra, en Inde.

## Histoire
Le 9 novembre 2017, deux véhicules prennent feu.
En décembre 2017, le comité des comptes publics de l'état de Maharashtra estime que le monorail est « une perte d'argent public », pointant la faiblesse de la planification du projet et la mauvaise estimation de la faisabilité du projet global. Le réseau transporte 18 000 passagers par jour et est perçu par plusieurs experts comme étant « une promenade pour les week-ends » plus qu'un système de transport en commun.
Malgré l'absence de succès de la phase 1 du projet pour désengorger les trains surchargés, une phase 2 est en cours de réalisation.
Un prolongement au Sud de la ligne de la station "Wadala Depot" à "Jacob Circle" fut inauguré le 3 mars 2019.